# Robert Nichols
Robert Malise Bowyer Nichols (Shanklin, 6 settembre 1893 – Cambridge, 17 dicembre 1944) è stato un poeta e commediografo britannico.

## Biografia
Figlio del poeta Bowyer John Bowyer Buchanan Nichols, Robert Nichols studiò al Winchester College e al Trinity College dell'Università di Oxford. Durante la prima guerra mondiale combatté sul fronte occidentale e prese parte alle battaglie di Loos e della Somme, prima di essere congedato nell'agosto 1916 perché soffriva di shell shock.
Nel 1917 cominciò a fare letture pubbliche delle sue poesie frequentando i circoli letterari londinesi, diventando molto amico di Aldous Huxley. Dal 1921 al 1924 fu professore di letteratura inglese all'università di Tokyo, mentre nel 1924 fece il suo debutto come drammaturgo, scrivendo Wings over Europe a quattro mani con Maurice Browne; la pièce ottenne un buon successo a Broadway, rimanendo in cartellone per novanta rappresentazioni. Tra il 1933 e il 1934, si trasferì in Germania e Austria prima di ritirarsi nel sud della Francia, dove visse fino al giugno 1940. Ritornato in patria, morì a Cambridge nel 1944 all'età di cinquantuno anni.
Fu sposato con Norah Denny dal 1922 alla morte. Insieme agli altri "war poets" britannici, Nichols viene commemorato da una lapide nel poets' corner dell'Abbazia di Westminster.

## Opere
- Invocation (1915)
- Ardours and Endurances (1917)
- A Faun's Holiday & Poems & Phantasies (1917)
- Sonnets to Aurelia (1920), poems
- The Smile of the Sphinx (1920)
- Guilty Souls (1922), play
- Fantastica : being the smile of the Sphinx and other tales of imagination (1923)
- Twenty Below (1926)
- Under the Yew; or, The Gambler Transformed (1928) novel
- Wings Over Europe (1928),
- Fisbo, or the Looking Glass Loaned (1934)
- A Spanish Triptych (1936)
- Such was My Singing (1942)